# 鬼崎町
鬼崎町（おにざきちょう）は、愛知県知多郡にかつて存在した町。現在の常滑市北西部。伊勢湾に面する知多半島西側にある。

## 歴史
江戸時代、この地域は尾張藩領であった。
- 1878年（明治11年） - 大野村、榎戸村、西之口村、蒲池村が合併し、大野村となる。
- 1883年（明治16年） - 大野村が大野村、榎戸村、西ノ口村、蒲池村に分離する。
- 1906年（明治39年）5月1日 - 多屋村、榎戸村、西ノ口村が合併し、鬼崎村となる。
- 1951年（昭和26年）10月1日 - 町制施行し、鬼崎町となる。
- 1954年（昭和29年）4月1日 - 常滑町、大野町、西浦町、鬼崎町、三和村が合併し市制施行。常滑市となる。

## 交通
- 名古屋鉄道常滑線
  - 西ノ口駅・蒲池駅・榎戸駅・多屋駅

## 娯楽
- 喜久乃世映劇
昭和30年代の映画黄金期、鬼崎町には映画館の喜久乃世映劇があった。1960年（昭和35年）の常滑市には喜久乃世映劇のほかに、常滑日活（市場）、常滑キネマ（市場）、常滑映画劇場（前田町）、中之島映画劇場（大野町）、大野劇場（大野町）があった[注 1]。

## 建築物
旧・鬼崎町役場の建物は、2016年（平成28年）時点で常滑市榎戸1丁目に現存する。明治時代から大正時代竣工と推測される木造の建物であるが、建物とともに土地が売却予定である。